# 勒布勒伊苏萨让通
勒布勒伊苏萨让通（法語：Le Breuil-sous-Argenton，法語發音：[bʁœj su.z‿aʁʒɑ̃tɔ̃]，意为“阿让通下方的勒布勒伊”）是法国德塞夫勒省的一个旧市镇，属于布雷叙尔区。2016年，勒布勒伊苏萨让通与临近的5个市镇合并为新市镇阿让托奈。

## 地理
勒布勒伊苏萨让通（46°59'33"N, 0°25'52"W）面积19.55 平方千米，位于法国新阿基坦大区德塞夫勒省，该省份为法国西部内陆省份，北起曼恩-卢瓦尔省，西接旺代省，南至夏朗德省和滨海夏朗德省，东临维埃纳省。
与勒布勒伊苏萨让通接壤的市镇（或旧市镇、城区）包括：热讷通、穆捷苏萨让通、马赛、圣莫里斯-埃蒂松、阿让托奈、阿让通莱瓦莱。

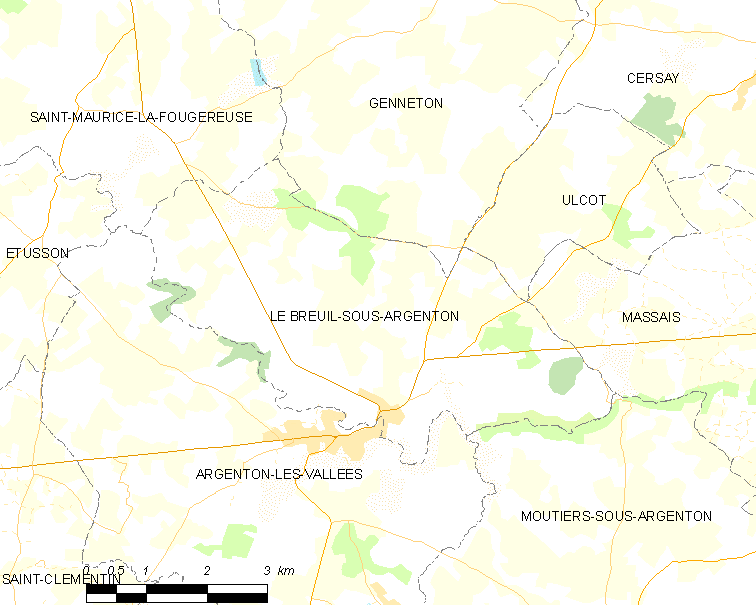
勒布勒伊苏萨让通的OSM定位图

勒布勒伊苏萨让通的时区为UTC+01:00、UTC+02:00（夏令时）。

## 行政
勒布勒伊苏萨让通的邮政编码为79150，INSEE市镇编码为79053。

## 政治
勒布勒伊苏萨让通所属的省级选区为莫莱翁县。

## 人口

1962-2008年间勒布勒伊苏萨让通人口变化图示

勒布勒伊苏萨让通于2018年1月1日时的人口数量为479人。